# WWE Clash
WWE Clash ban đầu được gọi là Clash at the Castle là sự kiện đấu vật chuyên nghiệp thường niên của Vương quốc Liên hiệp Anh và Bắc Ireland do công ty WWE của Mỹ tổ chức. Nó được phát sóng trực tiếp và chỉ có sẵn thông qua trả tiền cho mỗi lần xem (PPV) và nền tảng phát trực tiếp của WWE, đồng thời có sự góp mặt của các đô vật từ Raw và SmackDown. Sự kiện khai mạc được tổ chức vào tháng 9 năm 2022 tại Cardiff, Wales với tên gọi liên quan đến Cardiff Castle. Sau gần hai năm, sự kiện này dự kiến sẽ quay trở lại vào tháng 6 năm 2024 tại Glasgow, Scotland, nhưng không liên quan đến bất kỳ lâu đài nào.
Sự kiện khai mạc năm 2022 là sự kiện phát trực tiếp và PPV đầu tiên của WWE được tổ chức tại Vương quốc Anh kể từ Insurrextion năm 2003 và là sự kiện tổ chức tại sân vận động đầu tiên của WWE tại Vương quốc Anh kể từ SummerSlam 1992. Sự kiện năm 2024 sẽ là sự kiện PPV và phát trực tiếp đầu tiên của WWE được tổ chức tại Scotland.

## Lịch sử
Vào tháng 9 năm 2022, tổ chức quảng bá đấu vật chuyên nghiệp WWE của Mỹ đã tổ chức một sự kiện trả tiền cho mỗi lượt xem (PPV) và phát trực tiếp tại Vương quốc Anh (UK) có tên Clash at the Castle. Nó được tổ chức ở Cardiff, Wales tại Sân vận động Thiên niên kỷ và tên của nó liên quan đến Cardiff Castle. Đây đánh dấu sự kiện sân vận động lớn đầu tiên của WWE được tổ chức tại Vương quốc Anh sau 30 năm. Mặc dù sự kiện lớn cuối cùng của WWE diễn ra tại Vương quốc Anh là Insurrextion 2003, sự kiện lớn cuối cùng được tổ chức tại một sân vận động ở Vương quốc Anh là SummerSlam 1992 tại Sân vận động Wembley cũ. WWE ban đầu dự định tổ chức sự kiện tại Sân vận động Wembley; tuy nhiên, họ đã được đề nghị nhiều tiền hơn để tổ chức sự kiện tại Sân vận động Thiên niên kỷ.
Sau gần hai năm, có thông báo rằng Clash at the Castle thứ hai sẽ diễn ra vào ngày 15 tháng 6 năm 2024, có tên là Clash at the Castle: Scotland, và được tổ chức tại OVO Hydro ở Glasgow, Scotland, đánh dấu sự kiện PPV và phát trực tiếp đầu tiên của WWE được tổ chức tại quốc gia này cũng như thiết lập Clash at the Castle như một sự kiện định kỳ ở Châu Âu. Không giống như sự kiện ban đầu, tiêu đề của sự kiện năm 2024 không đề cập đến bất kỳ lâu đài cụ thể nào ở Glasgow mà thay vào đó là một tham chiếu chung đến các lâu đài khác nhau được tìm thấy trong và xung quanh thành phố.
Vào ngày 29 tháng 1 năm 2025, WWE đã công bố sự kiện thứ ba có tên Clash in Paris sẽ được tổ chức vào ngày 31 tháng 8 tại Paris La Défense Arena ở La Défense, Nanterre, Pháp, đánh dấu sự kiện đầu tiên của WWE tại Paris. Điều này đã cắt ngắn tên sự kiện thành "Clash" và tiếp tục xác lập sự kiện này là sự kiện định kỳ của Châu Âu. Ngoài ra, một tập phát sóng Raw sẽ được tổ chức vào ngày sau sự kiện tại cùng địa điểm vào ngày 1 tháng 9 năm 2025.

## Tổ chức
| 1                                         | Clash at the Castle (2022)    | 3/9/2022  | Cardiff, Wales                  | Sân vận động Thiên niên kỷ | Roman Reigns (c) vs. Drew McIntyre tranh đai Undisputed WWE Universal Championship | [ 2 ] |
| 2                                         | Clash at the Castle: Scotland | 15/6/2024 | Glasgow, Scotland               | OVO Hydro                  | Damian Priest (c) vs. Drew McIntyre tranh đai World Heavyweight Championship       | [ 3 ] |
| 3                                         | Clash in Paris                | 31/8/2025 | La Défense, Nanterre,Paris Pháp | Paris La Défense Arena     |                                                                                    | [ 4 ] |
| (c) – chỉ người vô địch bước vào trận đấu |                               |           |                                 |                            |                                                                                    |       |